# Zone de protection paysagère de la Moyenne-Tisza
La zone de protection paysagère de la Moyenne-Tisza (en hongrois : Közép-Tiszai Tájvédelmi Körzet) est une aire protégée située dans le comitat de Jász-Nagykun-Szolnok et dont le périmètre est géré par le parc national de Hortobágy.